# Alloesia vittata
Alloesia vittata är en skalbaggsart som först beskrevs av Fabricius 1801.  Alloesia vittata ingår i släktet Alloesia och familjen långhorningar. Inga underarter finns listade i Catalogue of Life.